# Uramya pristis
Uramya pristis är en tvåvingeart som först beskrevs av Walker 1849.  Uramya pristis ingår i släktet Uramya och familjen parasitflugor. Inga underarter finns listade i Catalogue of Life.